# If I Was a River (Tina Arena)
If I Was a River è un singolo della cantante australiana Tina Arena, pubblicato il 12 ottobre 1998 come primo estratto dall'album In Deep (edizione per la Francia).
Autrice del brano If I Was a River è Diane Warren, mentre il singolo fu prodotto da Walter Afanasieff e uscì su etichetta Sony Music/Epic Records.

## Descrizione
Diane Warren scrisse il brano If I Was a River appositamente per Tina Arena.
Tina Arena promosse il brano If I Was a River negli Stati Uniti esibendosi in vari programmi televisivi quali Donny & Marie.

## Tracce
CD maxi
1. If I Was a River (Album Version) – 5:21
2. If I Was a River (7" Vocal Mix) – 4:36
3. If I Was a River (Nikolas & Stibley Rising Dub) – 9:14
4. If I Was a River (NY:PD Radio Edit)) – 4:53
5. If I Was a River (NY:PD Radio Edit)) – 8:49

## Classifiche
| Classifica  | Posizione massima | Nr. di settimane |
| ----------- | ----------------- | ---------------- |
| Regno Unito | 43                |                  |
| Regno Unito | 28                |                  |

## Altre versioni
- Una cover del brano If I Was a River fu incisa nel 2000 da Patti LaBelle, che la incluse nel proprio album When a Woman Loves[3][4][9][10]